# Brice Panel
Brice Panel (* 13. Juni 1983 in Neuilly-sur-Seine) ist ein ehemaliger französischer Leichtathlet, der sich auf den Sprint spezialisiert hat. Seinen größten Erfolg feierte er mit dem Gewinn der Goldmedaille über 4-mal 400 Meter bei den Europameisterschaften 2006 in Göteborg.

## Sportliche Laufbahn
Erste internationale Erfahrungen sammelte Brice Panel im Jahr 2001, als sie bei den Junioreneuropameisterschaften in Grosseto in 3:10,38 min den siebten Platz mit der französischen 4-mal-400-Meter-Staffel belegte. Im Jahr darauf schied er bei den Juniorenweltmeisterschaften in Kingston mit 47,20 s im Halbfinale im 400-Meter-Lauf aus und gelangte mit der Staffel mit 3:07,26 min auf Rang fünf. 2003 schied er bei den U23-Europameisterschaften in Bydgoszcz mit 47,33 s in der ersten Runde über 400 Meter aus und belegte in 3:06,79 min den fünften Platz im Staffelbewerb. 2005 kam er bei den Halleneuropameisterschaften in Madrid mit 47,89 s nicht über den Vorlauf über 400 Meter hinaus und siegte mit der Staffel in 3:07,90 min gemeinsam mit Richard Maunier, Rémi Wallard und Marc Raquil. Im Juli schied er bei den U23-Europameisterschaften in Erfurt mit 46,83 s im Semifinale über 400 Meter aus und wurde mit der Staffel im Vorlauf disqualifiziert. Im Jahr darauf schied er bei den Hallenweltmeisterschaften in Moskau mit 48,52 s im Vorlauf über 400 Meter aus und belegte mit der Staffel in 3:09,55 min den sechsten Platz. Im August kam er bei den Europameisterschaften in Göteborg mit 46,98 s im Vorlauf über 400 Meter aus und verhalf der Staffel zum Finaleinzug und trug damit zum Gewinn der Goldmedaille bei. Daraufhin wurde er beim IAAF World Cup in Athen in 3:03,85 min Vierter in der 4-mal-400-Meter-Staffel. 2007 schied sie bei den Weltmeisterschaften in Osaka mit 46,02 s in der ersten Runde über 400 Meter aus und verpasste mit der 4-mal-400-Meter-Staffel mit 3:04,45 min den Finaleinzug. Im Jahr darauf nahm er mit der Staffel an den Olympischen Sommerspielen in Peking teil und kam dort mit 3:03,19 min nicht über den Vorlauf hinaus. 2009 belegte er bei den Halleneuropameisterschaften in Turin in 3:11,27 min den fünften Platz im Staffelbewerb und 2016 beendete er seine aktive sportliche Karriere im Alter von 33 Jahren.
In den Jahren 2004 und 2006 wurde Panel französischer Hallenmeister im 400-Meter-Lauf.

## Persönliche Bestleistungen
- 400 Meter: 45,54 s, 12. August 2007 in La Chaux-de-Fonds
  - 400 Meter (Halle): 46,70 s, 26. Februar 2006 in Aubière
- 800 Meter: 1:46,86 min, 27. Mai 2012 in Forbach